# Outliner
Outliner is een computerspel dat werd in 1996 werd uitgegeven door Scorpius Software voor het platform Commodore Amiga. Het spel werd geprogrammeerd door Mark Sheeky. Van zijn hand zijn ook de graphics en de muziek. De speler bestuurt een vliegtuig en moet tegenstanders vernietigen die van alle kanten komen aanvliegen. Kleine tegenstanders moeten eenmaal geraakt worden en grote tegenstanders driemaal. De speler kan zelf alle kanten op schieten en verplaatsen. Na vier zones komt een moederschip. De bedoeling van het spel is viermaal het moederschip te vernietigen. Het speelveld wordt met bovenaanzicht getoond. Het spel is Engelstalig en kan met 1 of 2 spelers gespeeld worden.